# Магмудабад (Сарбанд)
Магмудабад (перс. محموداباد) — село в Ірані, у дегестані Гендудур, у бахші Сарбанд, шагрестані Шазанд остану Марказі. За даними перепису 2006 року, його населення становило 74 особи, що проживали у складі 16 сімей.

## Клімат
Середня річна температура становить 10,46 °C, середня максимальна – 29,60 °C, а середня мінімальна – -12,00 °C. Середня річна кількість опадів – 275 мм.
| Клімат поселення                              | Клімат поселення | Клімат поселення | Клімат поселення | Клімат поселення | Клімат поселення | Клімат поселення | Клімат поселення | Клімат поселення | Клімат поселення | Клімат поселення | Клімат поселення | Клімат поселення | Клімат поселення |
| Показник                                      | Січ.             | Лют.             | Бер.             | Квіт.            | Трав.            | Черв.            | Лип.             | Серп.            | Вер.             | Жовт.            | Лист.            | Груд.            |                  |
| Середній максимум, °C                         | 4,76             | 6,80             | 10,72            | 17,45            | 22,76            | 27,87            | 29,51            | 29,60            | 24,79            | 18,55            | 11,54            | 6,19             |                  |
| Середня температура, °C                       | −3,62            | −1,59            | 2,34             | 9,06             | 14,37            | 19,50            | 23,75            | 23,83            | 19,01            | 12,76            | 5,75             | 0,40             |                  |
| Середній мінімум, °C                          | −12              | −9,96            | −6,04            | 0,69             | 5,99             | 11,11            | 17,95            | 18,04            | 13,22            | 6,95             | −0,04            | −5,4             |                  |
| Норма опадів, мм                              | 42               | 40               | 51               | 37               | 29               | 5                | 1                | 1                | 0                | 6                | 25               | 38               |                  |
| Середньомісячна швидкість вітру, м/с          | 1.23             | 2.47             | 2.82             | 2.77             | 2.35             | 2.29             | 2.13             | 2.03             | 2.16             | 1.75             | 1.70             | 1.42             |                  |
| Середньомісячна сонячна радіація, кДж/м²·день | 9610             | 12653            | 15321            | 18538            | 22579            | 27068            | 25926            | 24401            | 21518            | 16217            | 11370            | 9250             |                  |
| --------------------------------------------- | ---------------- | ---------------- | ---------------- | ---------------- | ---------------- | ---------------- | ---------------- | ---------------- | ---------------- | ---------------- | ---------------- | ---------------- | ---------------- |
| Джерело:                                      |                  |                  |                  |                  |                  |                  |                  |                  |                  |                  |                  |                  |                  |